# 男鹿市議会
男鹿市議会（おがしぎかい）は、秋田県男鹿市に設置されている地方議会である。

## 概要

### 任期
4年

### 定数
16人

### 所在地
秋田県男鹿市船川港船川字泉台66-1
男鹿市役所本庁舎4階

### 委員会
- 議会運営委員会

#### 常任委員会
- 総務委員会
- 教育厚生委員会
- 産業建設委員会

#### 特別委員会
- 議会広報特別委員会
- 予算特別委員会
- 決算特別委員会

### 定例会
- 3月
- 6月
- 9月
- 12月

### 事務局
- 議会事務局
  - 議事総務班

## 会派
| 会派名     | 議員数 | 所属党派                        | 議員名（◎は代表者）                                | 女性議員数 | 女性議員の比率(%) |
| ---------- | ------ | ------------------------------- | -------------------------------------------------- | ---------- | ----------------- |
| 市民クラブ | 6      | 自由民主党2 立憲民主党1 無所属3 | ◎畠山富勝 船木正博 鈴木元章 吉田清孝 太田穣 小野肇 | 0          | 0                 |
| 政和会     | 5      | 自由民主党3 無所属2             | ◎三浦利通 笹川圭光 蓬󠄀田司 吉田洋平 小松穂積        | 0          | 0                 |
| 明政会     | 2      | 自由民主党1 無所属1             | ◎佐藤誠 古仲清尚                                   | 0          | 0                 |
| 公明党     | 1      | 公明党                          | ◎進藤優子                                          | 1          | 100               |
| 日本共産党 | 1      | 日本共産党                      | ◎安田健次郎                                        | 0          | 0                 |
| 新風会     | 1      | 自由民主党                      | ◎田井博之                                          | 0          | 0                 |
| 計         | 16     |                                 |                                                    | 1          | 6.25              |

## 議員報酬と諸手当
| 役職   | 報酬            | 政務活動費  |
| ------ | --------------- | ----------- |
| 議長   | 月額 40万2000円 | 年額 10万円 |
| 副議長 | 月額 36万0000円 | 年額 10万円 |
| 議員   | 月額 34万4000円 | 年額 10万円 |

## 定数の推移
「男鹿市議会議員定数条例」によって定数が決められている。
- 2005年（平成17年）4月4日合併在任特例 - 37人
- 2006年（平成18年）4月16日選挙 - 37人→24人
- 2010年（平成22年）4月11日選挙 - 24人→20人
- 2018年（平成30年）4月15日選挙 - 20人→18人
- 2022年（令和4年）4月10日選挙 - 18人→16人

## 議会出身者

### 旧男鹿市議会
- 菅原慶吉（5代目旧男鹿市長）